# Давид Таргамадзе
Дави́д Таргама́дзе (груз. დავით თარგამაძე, нар. 22 серпня 1989, Тбілісі, Грузинська РСР) — грузинський футболіст, півзахисник національної збірної Грузії. Відомий виступами за німецький «Фрайбург» та українську ПФК «Олександрію». У складі цих команд став золотим призером другої Бундесліги чемпіонату Німеччини та першої ліги чемпіонату України відповідно.

## Клубна кар'єра

### Ранні роки
Вихованець місцевого футбольного клубу «Сіоні» з міста Болнісі, де грав до 2006 року. Згодом Таргамадзе переїхав до Німеччини грати у футбольному клубі «Фрайбург». Там Давид почав з юнацького складу команди U-19. Програвши два роки у юнацькому чемпіонаті, Таргамадзе у сезоні 2008–2009 років почав долучатися до ігор основного складу команди, що грав тоді другій Бундеслізі. Свій дебютний матч півзахисник провів 28 серпня 2008 року проти аахенської «Алеманії», однак «картопляні жуки» того разу виграли з рахунком 1:0. Давид вийшов на поле на 76-й хвилині, змінивши Томмі Вечманна. Того року грузинський футболіст провів шість матчів у чемпіонаті. Того року «Фрайбург» здобув золоті медалі у другому дивізіоні. Наступного року «брайсґаузькі бразильці» вже грали у вищому дивізіоні чемпіонату — Бундеслізі. Свій перший матч в елітному дивізіоні Давид провів 12 серпня 2009 року проти франкфуртського «Айнтрахту». Таргамадзе вийшов на поле на 81 хвилині, змінивши Івіцу Бановича, однак «Фрайбург» програв того дня програв з рахунком 2:0. Вийшовши на поле ще в одному матчі, Давид більше не потрапляв до заявки команди.

### «Олександрія»
Згодом молодого футболіста було продано до українського чемпіонату у першу лігу до команди ПФК «Олександрія». Там, у першому ж сезоні 2010–2011 років у вісімнадцятьох зіграних матчах забив вісім голів. До того ж, «Олександрія» того року підвищилася у класі, перейшовши із першої ліги в елітний дивізіон українського чемпіонату. Наступного року Давид дебютував у Прем'єр-лізі України у матчі проти полтавської «Ворскли», де Давид свій перший м'яч у сезоні на 50-й хвилині і був замінений на 84-й хвилині Кирилом Сидоренком. Згодом Таргамадзе забив ще п'ять голів за клуб, а наприкінці 2011 року підписав контракт з донецьким «Шахтарем».

### «Шахтар» і оренди
Цей трансфер коштував «гірникам» 1,15 мільйонів євро, при тому, що за думкою сайту «transfermarkt.com» ціна футболіста на той момент дорівнювала близько 350 тисячам євро. Після переходу до складу українського гранду Таргамадзе перейшов до неофіційного фарм-клубу донеччан — маріупольського «Іллічівця». Після переходу до складу «азовців» результативність грузинського футболіста значно погіршилася. Так у другій половині сезону 2011–2012 років Таргамадзе забив два голи у дев'яти матчах, а наступного сезону лише один м'яч у 27-ми матчах. У середині сезону 2013–2014 років між грузинським футболістом та головним тренером «Іллічівця», Миколою Павловим, стався конфлікт. Таргамадзе та його партнер по клубу й збірній Торніке Окріашвілі після зборів у таборі національної збірної Грузії не поверталися у клуб довгий час. Через це Павлов виявив своє невдоволення і заявив, що хлопцям краще змінити клуб, а президент клубу Володимир Бойко заявив, що футболісти безвідповідальні та пожалкував про те, що його клуб пов'язаний із ними контрактами. Однак, за словами Давида, футболісти не змогли повернутися до клубного табору вчасно через проблеми із квитками в аеропорту.
7 лютого 2014 року на правах оренди до кінця сезону на правах оренди перейшов до клубу російської Прем'єр-ліги «Уралу». Проте в останній момент трансфер не відбувся і гравець повернувся назад в «Іллічівець». У вересні 2014 року гравець поїхав на матчі збірної Грузії, після чого не повернувся до команди. Незабаром стало відомо, що гравець залишився в Грузії через військовий конфлікт на Донбасі і головний тренер маріупольців Микола Павлов заявив, що більше не розраховує на гравця: «Якщо ми не можемо на нього розраховувати в будь-який момент, то вирішили не продовжувати наше співробітництво». Після цього футболіст рік залишався без ігрової практики і тренувався з дублем «Шахтаря». За цей період повідомлялося про інтерес до Таргамадзе з боку болгарського «Лудогорця», мінського «Динамо», БАТЕ з Борисова та ужгородської «Говерли», проте «Шахтар» просив за гравця 3 млн євро і в підсумку до трансферу справа не дійшла.
Наприкінці серпня 2015 року на правах оренди до кінця сезону перейшов в «Олександрію», в якій розпочинав свої виступи в Україні. 

## Збірна
Таргамадзе грав в юнацькій збірній Грузії (U-19), де відіграв шість матчів та забив один гол, а також у молодіжній збірній, де відіграв всього три матчі.
З 2011 року виступає за національну збірну Грузії.

## Статистика виступів
| «Іллічівець»                                                                | ПЛ                | 14-15             | 3  | 0  | 0 | 0 | 3  | 0  |
| «Іллічівець»                                                                | ПЛ                | 13-14             | 11 | 2  | 1 | 0 | 12 | 2  |
| «Іллічівець»                                                                | ПЛ                | 12-13             | 28 | 1  | 2 | 0 | 28 | 1  |
| «Іллічівець»                                                                | ПЛ                | 11-12             | 9  | 2  | 0 | 0 | 9  | 2  |
| «Іллічівець»                                                                | Всього            | Всього            | 51 | 5  | 3 | 0 | 54 | 5  |
| ПФК «Олександрія»                                                           | ПЛ                | 11-12             | 17 | 5  | 0 | 0 | 17 | 5  |
| ПФК «Олександрія»                                                           | 1Л                | 10-11             | 18 | 8  | 1 | 0 | 19 | 8  |
| ПФК «Олександрія»                                                           | Всього            | Всього            | 35 | 13 | 1 | 0 | 36 | 13 |
| «Фрайбург»                                                                  | БЛ                | 09-10             | 2  | 0  | 0 | 0 | 2  | 0  |
| «Фрайбург»                                                                  | 2Б                | 08-09             | 6  | 0  | 0 | 0 | 6  | 0  |
| «Фрайбург»                                                                  | Всього            | Всього            | 8  | 0  | 0 | 0 | 8  | 0  |
| Всього за кар'єру                                                           | Всього за кар'єру | Всього за кар'єру | 85 | 17 | 3 | 0 | 88 | 17 |
| 2Б — друга Бундесліга; БЛ — Бундесліга; 1Л — перша ліга; ПЛ — Прем'єр-ліга. |                   |                   |    |    |   |   |    |    |
| Останнє оновлення 4 січня 2014                                              |                   |                   |    |    |   |   |    |    |

## Титули та досягнення

### Німеччина
- Золотий призер другої Бундесліги чемпіонату Німеччини: 2008–2009.

### Україна
ПФК «Олександрія»:
- Золотий призер першої ліги чемпіонату України: 2010–2011.
- Півфіналіст Кубка України: 2015-2016